# Philip Howard (cardinale)
Philip Thomas Howard (Londra, 21 settembre 1629 – Roma, 17 giugno 1694) è stato un cardinale e vescovo cattolico inglese.

## Biografia
Philip era il figlio terzogenito di Henry Frederick Howard (poi Conte di Arundel e Surrey nonché capo della casata di Norfolk) e di sua moglie, Elizabeth Stuart (figlia di Esmé Stewart, III duca di Lennox). La famiglia da cui proveniva Philip Howard era una delle principali rappresentanti della nobiltà cattolica in Inghilterra, imparentata con diversi sovrani inglesi e addirittura un suo bisnonno omonimo, Philip Howard, era morto nella Torre di Londra nel 1595 e sarà poi canonizzato da papa Paolo VI nel 1970.
Dopo aver frequentato il St. John's College di Cambridge per qualche tempo, all'età di 16 anni egli entrò nell'Ordine domenicano a Cremona prendendo il nome di "Tommaso" e completando quindi il proprio noviziato presso gli Oratoriani di Roma; professò solennemente i voti nella Basilica di San Clemente a Roma il 19 ottobre 1646. Venne ordinato sacerdote nel 1652 a Rennes, in Francia, mentre si trovava sulla via del ritorno verso l'Inghilterra ove giunse nel 1655 dopo altre tappe intermedie. Egli fondò il priorato di Bornem nelle Fiandre con un collegio di giovani inglesi e ne fu primo priore e maestro dei novizi. Fondò anche a Vilvoorde un convento di monache dell'ordine di San Domenico, oggi a Carisbrooke sull'Isola di Wight.
Durante il regno di Carlo II, padre Howard venne nominato grande elemosiniere della regina Caterina di Braganza e fu uno dei partecipanti al matrimonio reale celebrato con rito cattolico privatamente a Winchester. Egli risiedeva al St. James's Palace, con un salario di 500 sterline annue ed una posizione tra le più rilevanti della corte.
A seguito dello scoppio di sentimenti anti-cattolici, egli lasciò l'Inghilterra e riassunse la posizione di priore a Bornhem. Nel 1672 venne nominato Vicario Apostolico in Inghilterra con la reggenza della diocesi titolare di Elenopoli di Bitinia, ma la sua nomina incontrò l'opposizione del "Capitolo inglese" e la sua posizione come vescovo con ordinaria giurisdizione non venne mai ufficialmente riconosciuta. Nel 1675 papa Clemente X lo nominò cardinale assegnandogli il titolo di Santa Cecilia in Trastevere, scambiato poco dopo con quello domenicano di Santa Maria sopra Minerva. Da quel punto egli prese residenza stabile a Roma, curando in particolar modo gli interessi dei cattolici inglesi. Nel 1679 venne nominato Protettore d'Inghilterra e Scozia e fu per sua insistenza che la festa di Sant'Edoardo il Confessore venne estesa all'intera chiesa cattolica. Egli si preoccupò di ricostruire il Collegio Inglese a Roma e revisionò le regole del Collegio di Douai.
Howard cooperò successivamente con Giacomo II nell'aumentare i vicariati apostolici dell'Inghilterra nel numero di quattro, dei quali uno venne assegnato al suo segretario, John Leyburn. Questo status delle cose perdurò sino al 1840 quando papa Gregorio XVI ne incrementò il numero in otto. Gilbert Burnet scrisse nella sua History che il cardinale Howard inaugurò difatti la crisi del regno di Giacomo II. I piani del cardinale vennero però interrotti dalla missione di Roger Palmer, I conte di Castlemaine a Roma. Egli sapeva che gli inglesi vedevano la sua fondazione a Bornhem come un luogo di cospiratori contro l'Inghilterra, ma ad ogni modo il cardinale rimase a Roma ove assistette a tre conclavi: quello del 1676 che elesse Innocenzo XI, quello del 1689 che elesse Alessandro VIII e quello del 1691 che elesse Innocenzo XII. In quegli anni ottenne anche la posizione di Camerlengo del Sacro Collegio dei Cardinali.
Il cardinale morì nel ventesimo anno del suo cardinalato, all'età di 64 anni, e venne sepolto nella sua chiesa titolare di Santa Maria sopra Minerva a Roma, ove ancora oggi si trova un monumento marmoreo con le armi della sua casata. Suoi esecutori testamentari furono il cardinale Paluzzo Paluzzi Altieri degli Albertoni, Francesco Nerli seniore, Galeazzo Marescotti e Fabrizio Spada.

## Genealogia episcopale
La genealogia episcopale è:
- Cardinale Guillaume d'Estouteville, O.S.B.Clun.
- Papa Sisto IV
- Papa Giulio II
- Cardinale Raffaele Sansone Riario
- Papa Leone X
- Papa Paolo III
- Cardinale Francesco Pisani
- Cardinale Alfonso Gesualdo di Conza
- Papa Clemente VIII
- Papa Paolo V
- Cardinale Scipione Caffarelli-Borghese
- Papa Clemente X
- Cardinale Philip Thomas Howard, O.P.

## Ascendenza
|                                         |                                |                                         | Genitori                                 |  |  | Nonni |  |  | Bisnonni                           |  |  | Trisnonni                        |  |
|                                         |                                |                                         |                                          |  |  |       |  |  | Philip Howard, XX conte di Arundel |  |  | Thomas Howard, V duca di Norfolk |  |
|                                         |                                |                                         |                                          |  |  |       |  |  | Philip Howard, XX conte di Arundel |  |  | Thomas Howard, V duca di Norfolk |  |
|                                         |                                | Mary FitzAlan                           |                                          |  |  |       |  |  | Philip Howard, XX conte di Arundel |  |  |                                  |  |
| Thomas Howard, XXI conte di Arundel     |                                |                                         |                                          |  |  |       |  |  | Philip Howard, XX conte di Arundel |  |  |                                  |  |
|                                         |                                | Anne Dacre                              | Thomas Dacre, IV barone Dacre            |  |  |       |  |  |                                    |  |  |                                  |  |
|                                         |                                | Anne Dacre                              | Thomas Dacre, IV barone Dacre            |  |  |       |  |  |                                    |  |  |                                  |  |
|                                         |                                | Anne Dacre                              | Elizabeth Leyburne                       |  |  |       |  |  |                                    |  |  |                                  |  |
| Henry Howard, XXII conte di Arundel     |                                | Anne Dacre                              |                                          |  |  |       |  |  |                                    |  |  |                                  |  |
|                                         |                                | Gilbert Talbot, VII conte di Shrewsbury | George Talbot, VI conte di Shrewsbury    |  |  |       |  |  |                                    |  |  |                                  |  |
|                                         |                                | Gilbert Talbot, VII conte di Shrewsbury | George Talbot, VI conte di Shrewsbury    |  |  |       |  |  |                                    |  |  |                                  |  |
|                                         |                                | Gilbert Talbot, VII conte di Shrewsbury | Gertrude Manners                         |  |  |       |  |  |                                    |  |  |                                  |  |
| Alethea Talbot                          |                                | Gilbert Talbot, VII conte di Shrewsbury |                                          |  |  |       |  |  |                                    |  |  |                                  |  |
|                                         |                                | Mary Cavendish                          | William Cavendish                        |  |  |       |  |  |                                    |  |  |                                  |  |
|                                         |                                | Mary Cavendish                          | William Cavendish                        |  |  |       |  |  |                                    |  |  |                                  |  |
|                                         |                                | Mary Cavendish                          | Bess Hardwick                            |  |  |       |  |  |                                    |  |  |                                  |  |
| Philip Thomas Howard                    |                                | Mary Cavendish                          |                                          |  |  |       |  |  |                                    |  |  |                                  |  |
|                                         | Esmé Stewart, I duca di Lennox | John Stewart, V signore d'Aubigny       |                                          |  |  |       |  |  |                                    |  |  |                                  |  |
|                                         | Esmé Stewart, I duca di Lennox | John Stewart, V signore d'Aubigny       |                                          |  |  |       |  |  |                                    |  |  |                                  |  |
|                                         | Esmé Stewart, I duca di Lennox | Anne de la Queuille                     |                                          |  |  |       |  |  |                                    |  |  |                                  |  |
| Esmé Stewart, III duca di Lennox        | Esmé Stewart, I duca di Lennox |                                         |                                          |  |  |       |  |  |                                    |  |  |                                  |  |
|                                         |                                | Catherine de Balsac                     | Guillaume de Balsac, signore d'Entragues |  |  |       |  |  |                                    |  |  |                                  |  |
|                                         |                                | Catherine de Balsac                     | Guillaume de Balsac, signore d'Entragues |  |  |       |  |  |                                    |  |  |                                  |  |
|                                         |                                | Catherine de Balsac                     | Louise d'Humières                        |  |  |       |  |  |                                    |  |  |                                  |  |
| Elizabeth Stewart                       |                                | Catherine de Balsac                     |                                          |  |  |       |  |  |                                    |  |  |                                  |  |
|                                         |                                | Gervase Clifton, I barone Clifton       | John Clifton                             |  |  |       |  |  |                                    |  |  |                                  |  |
|                                         |                                | Gervase Clifton, I barone Clifton       | John Clifton                             |  |  |       |  |  |                                    |  |  |                                  |  |
|                                         |                                | Gervase Clifton, I barone Clifton       | Anne Stanley                             |  |  |       |  |  |                                    |  |  |                                  |  |
| Catherine Clifton, II baronessa Clifton |                                | Gervase Clifton, I barone Clifton       |                                          |  |  |       |  |  |                                    |  |  |                                  |  |
|                                         |                                | Katherine Darcy                         | Henry Darcy                              |  |  |       |  |  |                                    |  |  |                                  |  |
|                                         |                                | Katherine Darcy                         | Henry Darcy                              |  |  |       |  |  |                                    |  |  |                                  |  |
|                                         |                                | Katherine Darcy                         | Katherine Fermor                         |  |  |       |  |  |                                    |  |  |                                  |  |
|                                         |                                | Katherine Darcy                         |                                          |  |  |       |  |  |                                    |  |  |                                  |  |